# 怒りの葡萄 (映画)
『怒りの葡萄』（いかりのぶどう、The Grapes of Wrath）は、1940年のアメリカ合衆国のドラマ映画。モノクロ。1939年に発表されたジョン・スタインベックの同名小説の映画化作品である。
同年の第13回アカデミー賞ではジョン・フォードが監督賞を、ジェーン・ダーウェルが助演女優賞を受賞、他に5部門がノミネートされた。
スティーヴン・ジェイ・シュナイダーの『死ぬまでに観たい映画1001本』にも掲載されおり、Rotten Tomatoesの支持率100%の映画のうちの１つでもある。

## キャスト
| 役名                                  | 俳優                       | 日本語吹替                                          |
| 役名                                  | 俳優                       | NET版                                               |
| ------------------------------------- | -------------------------- | --------------------------------------------------- |
| トム・ジョード                        | ヘンリー・フォンダ         | 小山田宗徳                                          |
| 母                                    | ジェーン・ダーウェル       | 鈴木光枝                                            |
| ケーシー                              | ジョン・キャラダイン       | 大久保正信                                          |
| 祖父                                  | チャーリー・グレイプウィン | 千葉順二                                            |
| ローザシャーン（身重の妹）            | ドリス・ボードン           |                                                     |
| 父                                    | ラッセル・シンプソン       | 千葉耕市                                            |
| アル・ジョード（兄）                  | O・Z・ホワイトヘッド       |                                                     |
| ミューリー・グレイヴス                | ジョン・カレン             |                                                     |
| コニー・リヴァース                    | エディ・クイラン           |                                                     |
| 祖母                                  | ゼフィ・ティルベリー       | 沼波輝枝                                            |
| ノア（精神薄弱の兄）                  | フランク・サリー           |                                                     |
| ジョン（伯父）                        | フランク・ダリエン         |                                                     |
| ウィンフィールド ・ジョード（幼い弟） | ダリル・ヒックマン         |                                                     |
| ルース・ジョード（幼い妹）            | シャーリー・ミルズ         |                                                     |
| 不明 その他                           | N/A                        | 矢田稔 富田千代美 青野武 森功至 松尾佳子 油谷佐和子 |
| 日本語版スタッフ                      |                            |                                                     |
| 演出                                  | 演出                       | 小林守夫                                            |
| 翻訳                                  | 翻訳                       | 森田瑠美                                            |
| 効果                                  | 効果                       | 藤田信男 遠藤堯雄                                   |
| 調整                                  | 調整                       | 前田仁信                                            |
| 制作                                  | 制作                       | 東北新社                                            |
| 解説                                  | 解説                       | 淀川長治                                            |
| 初回放送                              | 初回放送                   | 1972年2月27日 『日曜洋画劇場』                      |

## 製作エピソード
- 原作を読んで深く感銘したフォンダは、どうしてもトム・ジョード役をやりたいと熱望し、そのようなフォンダに対してザナックはトム・ジョード役を餌に7年もの長期契約を提示した。フォンダは長期間縛られることを嫌っていたが、トム・ジョードを演じるという目的のために7年契約を受け入れた。その結果、映画の影響もあり、フォンダはアメリカを代表するタフ・ガイとみなされるようになったが、反面でスタジオに長期契約で縛られ、俳優として脂の乗った時期を不本意に過ごさざるを得なくなった。
- 映画の内容は、おおよそ原作を忠実に再現しているが、原作の政治的な面は影を潜め、むしろ家族ドラマを前面に出している。さらに映画の終結部分において、20世紀フォックス社の社長ザナックが、監督フォードの意図を無視して台本に、ママ・ジョードの「民衆はいつでも生き続けるんだよ…」のセリフを付け加えた[1]。

## 主な受賞歴

### アカデミー賞
受賞
- アカデミー監督賞：ジョン・フォード
- アカデミー助演女優賞：ジェーン・ダーウェル

ノミネート
- アカデミー作品賞：ダリル・F・ザナック
- アカデミー主演男優賞：ヘンリー・フォンダ
- アカデミー脚色賞：ナナリー・ジョンソン（英語版）
- アカデミー編集賞：ロバート・L・シンプソン（英語版）
- アカデミー録音賞：エドマンド・H・ハンセン

### ニューヨーク映画批評家協会賞
受賞
- 作品賞
- 監督賞：ジョン・フォード ※『果てなき航路』との同時受賞でもある。

### ナショナル・ボード・オブ・レビュー賞
受賞
- 作品賞
- 作品賞トップ10